# Schiltach
Schiltach – miasto w Niemczech, w kraju związkowym Badenia-Wirtembergia, w rejencji Fryburg, w regionie Schwarzwald-Baar-Heuberg, w powiecie Rottweil, siedziba wspólnoty administracyjnej Schiltach. Leży nad rzeką Schiltach, ok. 25 km na północny zachód od Rottweil, przy drogach krajowych B462 i B294.

## Współpraca

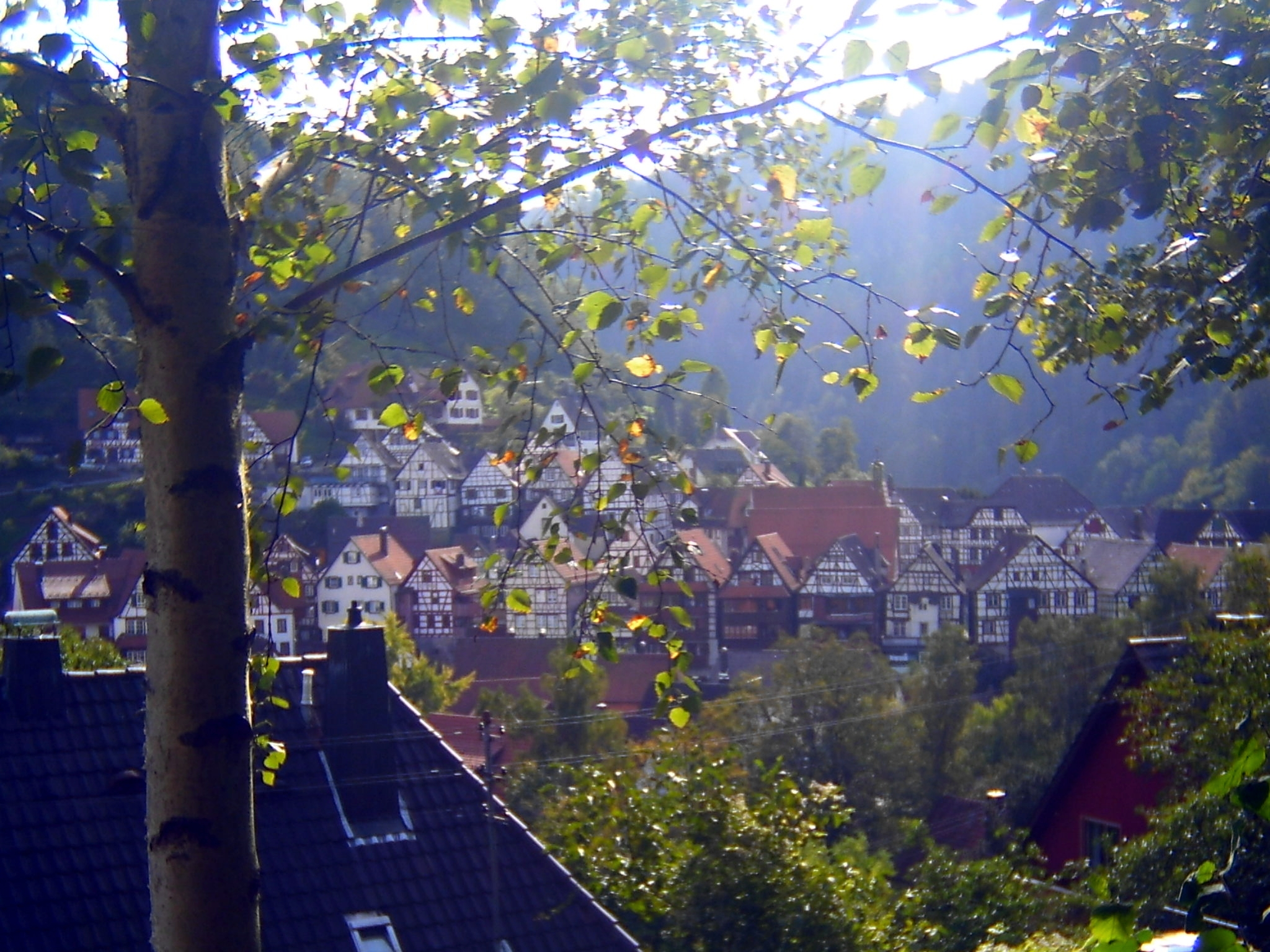
Stare Miasto

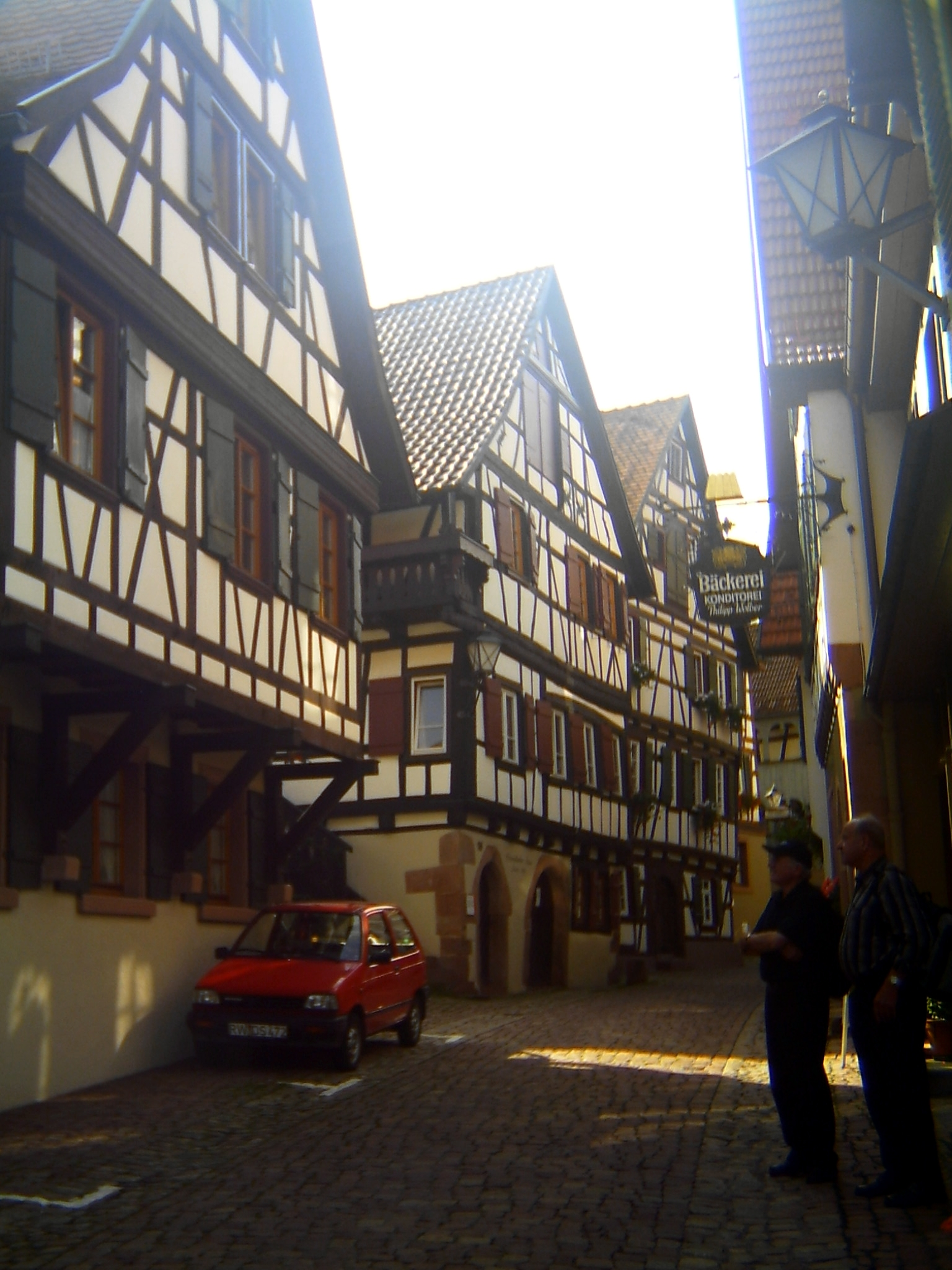
Ulica Schenkenzellerstraße

Miejscowość partnerska:
- Geising, Saksonia